# Samata

El Samata es un partido político de la India autocalificado de socialdemócrata, surgido en 1994 como escisión del Janata Dal del que se separaron George Fernandes y Nitish Kumar al parecer por cuestiones de castas, y cuya base principal es Bihar si bien en las elecciones de 1996 ya se extendió a Uttar Pradesh y Orissa. 
Fernandes se distinguió por su oposición a las multinacionales. En las elecciones de 1996, aliado al BJP obtuvo 8 escaños (6 por Bihar) y en 1998, nuevamente aliado al BJP obtuvo 12 escaños (10 por Bihar).
- Datos: Q3781719